# Charles-Andreas Brym
Charles-Andreas Brym (Colombes, 8 augustus 1998) is een Canadees-Frans-Togolees voetballer die doorgaans als aanvaller speelt. Hij verruilde Almere City in de zomer van 2025 voor NAC Breda. Brym debuteerde in 2021 als international in het Canadees voetbalelftal.

## Carrière

### Jeugd
Charles-Andreas Brym werd in Frankrijk geboren als zoon van een Togolese vader en een Franse moeder, maar verhuisde op jonge leeftijd naar Canada. Hier speelde hij in de jeugdopleiding van Montreal Impact. In 2013 keerde hij terug naar Frankrijk, waar hij bij Gazélec FCO Ajaccio in de jeugd speelde. Via Royal Excel Moeskroen en SV Zulte Waregem kwam hij in 2018 in bij het tweede elftal van Lille OSC terecht. 

### OSC Lille
Hier presteerde hij in zijn tweede seizoen goed, door tienmaal te scoren in de Championnat National 2. In het seizoen 2019/20 werd hij verhuurd aan het Portugese Belenenses SAD. Hier maakte hij op 30 augustus 2019 zijn debuut in het betaald voetbal, in de met 0-1 verloren thuiswedstrijd tegen Boavista. Dit was zijn enige wedstrijd voor deze club en zodoende werd zijn huurperiode in de winterstop afgebroken. 

#### Royal Excel Moeskroen
In 2020 vertrok hij naar zijn oude jeugdclub Royal Excel Moeskroen, waar Lille OSC een samenwerkingsverband mee heeft. Hij speelde acht wedstrijden voor Moeskroen, wat naar de Eerste klasse B degradeerde. 

### FC Eindhoven
In 2021 was hij op proef bij Excelsior, maar tekende uiteindelijk voor competitiegenoot FC Eindhoven. Op 5 september maakte hij tegen ADO Den Haag zijn debuut voor FC Eindhoven. Een week later scoorde hij tegen Helmond Sport zijn eerste doelpunt voor de club. Het was zijn enige goal voor de winterstop, maar daarna scoorde hij onder meer twee keer in wedstrijden tegen Jong FC Utrecht en Almere City. In totaal scoorde hij dat seizoen negen doelpunten maakte in dertig competitiewedstrijden. 
Die zomer verkaste hij naar Sparta Rotterdam, dat hem direct terug verhuurde aan FC Eindhoven. Daar was hij nogmaals op stoom, met elf goals en negen assists in 29 competitiewedstrijden. Vervolgens keerde hij terug naar Sparta Rotterdam.

### Sparta Rotterdam
In het seizoen 2023/24 mocht Brym het gaan laten zien bij Sparta Rotterdam, waar hij in augustus 2022 al zijn debuut had gemaakt, voordat hij opnieuw naar Eindhoven ging. Op 20 augustus scoorde Brym tegen stadsgenoot Feyenoord zijn eerste twee doelpunten voor Sparta in een 2-2 gelijkspel. Het waren tevens zijn eerste doelpunten in de Eredivisie. Hij kwam tot vijf goals en twee assists dat seizoen. Toch zou hij nooit echt doorbreken bij Sparta.

### Almere City
In januari 2025 maakte Brym de overstap naar Almere City, dat vocht tegen degradatie. Op 12 januari 2025 maakte hij tegen FC Groningen zijn debuut voor Almere. Na twee assists maakte hij op 22 februari, opnieuw tegen Feyenoord, zijn eerste goal voor Almere City. Met drie goals in zeventien wedstrijden was hij na Junior Kadile de tweede clubtopscorer dat seizoen, maar Almere City eindigde uiteindelijk laatste en degradeerde uiteindelijk na twee seizoenen uit de Eredivisie.

### NAC Breda
In de zomer van 2025 vertrok Brym naar NAC Breda, waar hij een contract voor drie seizoenen tekende tot de zomer van 2028, met een optie voor nog een seizoen. Hij ging spelen met rugnummer 7 bij NAC.

## Clubstatistieken
| Seizoen                         | Club             | Competitie      | Competitie | Competitie | Beker | Beker | Overig | Overig | Totaal | Totaal |
| Seizoen                         | Club             | Competitie      | Wed.       | Dlp.       | Wed.  | Dlp.  | Wed.   | Dlp.   | Wed.   | Dlp.   |
| ------------------------------- | ---------------- | --------------- | ---------- | ---------- | ----- | ----- | ------ | ------ | ------ | ------ |
| 2017/18                         | Lille OSC B      | National 2      | 6          | 1          | –     | –     | –      | –      | 6      | 1      |
| 2018/19                         | Lille OSC B      | National 2      | 19         | 10         | –     | –     | –      | –      | 19     | 10     |
| 2019/20                         | → Belenenses     | Primeira Liga   | 1          | 0          | 0     | 0     | –      | –      | 1      | 0      |
| 2019/20                         | Lille OSC B      | National 2      | 5          | 1          | –     | –     | –      | –      | 5      | 1      |
| 2020/21                         | Royal Moeskroen  | Eerste klasse A | 7          | 0          | 1     | 0     | –      | –      | 8      | 0      |
| 2021/22                         | FC Eindhoven     | Eerste divisie  | 26         | 8          | 1     | 0     | 4      | 1      | 31     | 9      |
| 2022/23                         | Sparta Rotterdam | Eredivisie      | 2          | 0          | 0     | 0     | –      | –      | 2      | 0      |
| 2022/23                         | → FC Eindhoven   | Eerste divisie  | 29         | 11         | 2     | 1     | 2      | 0      | 33     | 12     |
| 2023/24                         | Sparta Rotterdam | Eredivisie      | 31         | 4          | 1     | 1     | 1      | 0      | 33     | 5      |
| 2024/25                         | Sparta Rotterdam | Eredivisie      | 12         | 0          | 2     | 3     | –      | –      | 14     | 3      |
| 2024/25                         | Almere City      | Eredivisie      | 17         | 3          | 0     | 0     | –      | –      | 17     | 3      |
| 2025/26                         | NAC Breda        | Eredivisie      | 0          | 0          | 0     | 0     | 0      | 0      | 0      | 0      |
| Carrièretotaal                  | Carrièretotaal   | Carrièretotaal  | 155        | 38         | 7     | 5     | 7      | 1      | 169    | 44     |
| Bijgewerkt op 19 februari 2025. |                  |                 |            |            |       |       |        |        |        |        |

## Interlandcarrière
Brym werd in januari 2020 voor het eerst geselecteerd voor het Canadees voetbalelftal door bondscoach John Herdman voor een serie oefeninterlands. Hij debuteerde voor Canada op 8 januari 2020, in de met 4-1 gewonnen thuiswedstrijd tegen Barbados. Hij kwam in de 67e minuut in het veld voor Tosaint Ricketts. In zijn tweede interland, die ook met 4-1 werd gewonnen van Barbados, begon hij in de basisopstelling en maakte hij na 10 minuten de 1-0. Brym nam deel aan de Gold Cup daarin speelde Brym drie wedstrijden.
| Interlands van Charles-Andreas Brym voor Canada | Interlands van Charles-Andreas Brym voor Canada | Interlands van Charles-Andreas Brym voor Canada | Interlands van Charles-Andreas Brym voor Canada | Interlands van Charles-Andreas Brym voor Canada | Interlands van Charles-Andreas Brym voor Canada |
| №                                               | Datum                                           | Wedstrijd                                       | Uitslag                                         | Soort wedstrijd                                 | Doelpunten                                      |
| ----------------------------------------------- | ----------------------------------------------- | ----------------------------------------------- | ----------------------------------------------- | ----------------------------------------------- | ----------------------------------------------- |
| 1                                               | 8 januari 2020                                  | Canada − Barbados                               | 4 – 1                                           | Vriendschappelijk                               | 0                                               |
| 2                                               | 11 januari 2020                                 | Canada − Barbados                               | 4 – 1                                           | Vriendschappelijk                               | 1                                               |
| 3                                               | 16 januari 2020                                 | Canada − IJsland                                | 0 – 1                                           | Vriendschappelijk                               | 0                                               |
| 4                                               | 8 oktober 2021                                  | Mexico − Canada                                 | 1 – 1                                           | WK 2022 Kwalificatie                            | 0                                               |
| 5                                               | 11 oktober 2021                                 | Jamaica − Canada                                | 0 – 0                                           | WK 2022 Kwalificatie                            | 0                                               |
| 6                                               | 14 oktober 2021                                 | Canada − Panama                                 | 4 – 1                                           | WK 2022 Kwalificatie                            | 0                                               |
| 7                                               | 23 september 2022                               | Qatar – Canada                                  | 0 – 2                                           | Vriendschappelijk                               | 0                                               |
| 8                                               | 26 maart 2023                                   | Curaçao – Canada                                | 0 – 2                                           | Nations League 2022/23                          | 0                                               |
| 9                                               | 28 juni 2023                                    | Canada – Guadeloupe                             | 2 – 2                                           | Gold Cup 2023                                   | 0                                               |
| 10                                              | 2 juli 2023                                     | Guatemala – Canada                              | 0 – 0                                           | Gold Cup 2023                                   | 0                                               |
| 11                                              | 10 juli 2023                                    | Verenigde Staten – Canada                       | 2 – 2 (3 – 2 n.s.)                              | Gold Cup 2023                                   | 0                                               |
| 12                                              | 13 oktober 2023                                 | Japan – Canada                                  | 4 – 1                                           | Vriendschappelijk                               | 0                                               |
| 13                                              | 6 juni 2024                                     | Nederland – Canada                              | 4 – 0                                           | Vriendschappelijk                               | 0                                               |

Bijgewerkt op 24 februari 2025.